# الحب والشتاء (مسلسل)
الحب والشتاء مسلسل ميلودرامي سوري. كتب الرواية والسيناريو والحوار الكاتب السوري خالد حمدي وكان العمل من بطولة منى واصف  وأديب قدورة وياسر العظمة وتوفيق العشا. المسلسل من إنتاج تلفزيون دبي وإخراج صلاح أبو هنود عام 1977. تم تصوير الجزء الخارجي للمسلسل بعربة النقل الخارجي في دبي والباقي داخل استوديوهات تلفزيون دبي. عدد الحلقات كان 13 حلقة ومدة كل حلقة 55 دقيقة.